# Ваљо (Бјела)
Ваљо је насеље у Италији у округу Бијела, региону Пијемонт.
Према процени из 2011. у насељу је живело 222 становника. Насеље се налази на надморској висини од 614 м.